# Timo Kielich
Timo Kielich (ur. 5 sierpnia 1999 w Sint-Truiden) – belgijski kolarz szosowy i przełajowy.

## Osiągnięcia

### Kolarstwo szosowe
Opracowano na podstawie:

2021
- 3. miejsce w wyścigu Dookoła Bułgarii
  - 1. miejsce na 5. etapie

2022
- 1. miejsce w Wyścigu Solidarności i Olimpijczyków
  - 1. miejsce na 2. etapie

2023
- 3. miejsce w Grand Prix de Denain
- 3. miejsce w Circuit de Wallonie
- 2. miejsce w Antwerp Port Epic
- 1. miejsce w klasyfikacji punktowej Oberösterreich Rundfahrt
  - 1. miejsce na 1. i 2. etapie
- 1. miejsce w klasyfikacji punktowej Tour de Wallonie
  - 1. miejsce na 3. etapie

2024
- 1. miejsce w Volta Limburg Classic

2025
- 1. miejsce w Antwerp Port Epic
- 1. miejsce w klasyfikacji górskiej Tour de Pologne

### Kolarstwo przełajowe
Opracowano na podstawie:
2017
- 3. miejsce w mistrzostwach Belgii juniorów
- 3. miejsce w mistrzostwach Europy juniorów

2019
- 1. miejsce w mistrzostwach Belgii do lat 23

2020
- 2. miejsce w mistrzostwach Europy do lat 23

2021
- 3. miejsce w mistrzostwach świata do lat 23

## Rankingi

### Kolarstwo szosowe
| Rok             | 2020  | 2021 | 2022 | 2023 | 2024 |
| --------------- | ----- | ---- | ---- | ---- | ---- |
| World Ranking   | 1012. | 843. | 468. | 181. | 402. |
| UCI Europe Tour | 787.  | 649. | 374. | -    | -    |
|                 |       |      |      |      |      |
| Źródło: UCI     |       |      |      |      |      |